# Константиновка (Великолепетихская поселковая община)
Константиновка (укр. Костянтинівка) — село в Великолепетихской поселковой общине Каховского района Херсонской области Украины. В 2022 году, во время вторжения России на Украину, село было захвачено. На данный момент находится под оккупацией ВС РФ.
Население по переписи 2001 года составляло 365 человек. Почтовый индекс — 74520. Телефонный код — 5543. Код КОАТУУ — 6521281102.

## Местный совет
74520, Херсонская обл., Великолепетихский р-н, с. Катериновка